# Nicci Kasper
Nicci Kasper je americký hudebník. Řadu let spolupracuje s bubeníkem, skladatelem a producentem Deantonim Parksem. Hráli spolu ve skupině KUDU (ještě se zpěvačkou Betty Black), později v Bosnian Rainbows. Parks rovněž řadu let spolupracoval s hudebnicí Meshell Ndegeocello. Oba se podíleli na jejím albu Weather (2011) – Parks na něm hrál a je spoluautorem několika písní, zatímco Kasper je pouze spoluautorem dvou písní. Společně s Parksem je dále aktivní v projektu Dark Angels. Společně také složili hudbu k filmu Dog Eat Dog režiséra Paula Schradera (2016).